# 刘增杰 (1934年)
刘增杰（1934年—2022年12月29日），笔名伯鸿，男，河南滑县人，中国现代文学研究家，河南大学教授、博士生导师。曾任中国现代文学研究会理事。